# Siempurgo
Siempurgo  è una città e sottoprefettura della Costa d'Avorio appartenente al dipartimento di Boundiali. Conta una popolazione di 16 682 abitanti (censimento 2014).